# عاملي عدد أولي

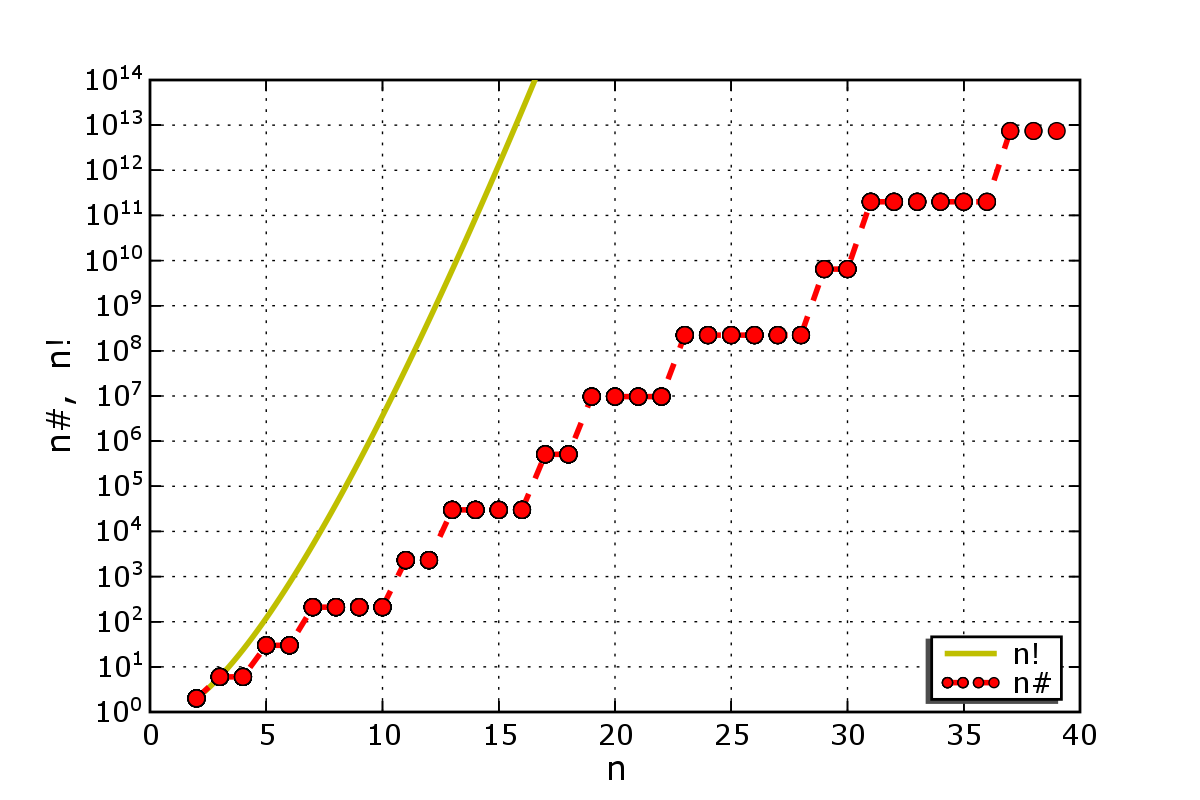
التمثيل البياني لـ (باللون الأصفر) و (باللون الأحمر).

عاملي الأعداد الأولية (بالإنجليزية: Primorial)‏ لعدد طبيعي n، يرمز لها بـ n#، هو جداء جميع الأعداد الأولية أقل من أو يساوي n. فمثلا، عاملي الأعداد الأولية للعدد 10 هو 10 # = 7 # = 2 × 3 × 5 × 7 = 210. تم صياغة المصطلح "Primorial" من قبل عالم الرياضيات هارفي دوبنر .
ظهرت فكرة ضرب الأعداد الأولية المتتالية في إثبات لانهائية الأعداد الأولية ؛ تستخدم لاثبات وجود عدد أولي أكبر من أي عدد أولي معين p : أي قاسم أولي لعدد إقليدس p # + 1 هو في الواقع أكبر من p .